# The Dancing Town
The Dancing Town est un film américain réalisé par Edmund Lawrence et sorti en 1928.
Il marque les débuts de l'acteur Humphrey Bogart au cinéma.

## Fiche technique
- Réalisation : Edmund Lawrence
- Scénario : Adeline Leitzbach[2], Rupert Hughes
- Producteur : Eugene Spitz
- Distributeur : Paramount Pictures
- Durée : 20 minutes (2 bobines)
- Date de sortie : 
  - États-Unis : 27 octobre 1928

## Distribution
- Helen Hayes :  Olive Pepperall
- Clarence Nordstrom : Hopperday, Jr.
- Ada May Weeks : Prue Pepperall
- Hal Skelly : Tom Kinch
- Harry Beresford : Pa Pepperall
- Elizabeth Patterson : Ma Pepperall
- Jefferson De Angelis : Jake
- George Le Guere : Olive's Dance Partner
- Dallas Welford : Juge Hopperday
- Josephine Drake : Ma Hopperday
- Charles Eaton : Horace Pepperall
- Harry Short : Honest Deacon Flynn
- Humphrey Bogart : l'homme à la porte du dancing